# Haliclona domingoi
Haliclona domingoi är en svampdjursart som först beskrevs av Sarà 1978.  Haliclona domingoi ingår i släktet Haliclona och familjen Chalinidae. Inga underarter finns listade i Catalogue of Life.